# L'Heureux Accident (film, 1908)
Pour les articles homonymes, voir L'Heureux Accident.
Pour plus de détails, voir Fiche technique et Distribution.
L'Heureux Accident est un film muet français d'un réalisateur inconnu, sorti en 1908.

## Fiche technique
- Titre : L'Heureux Accident
- Réalisation : réalisateur inconnu
- Scénario :
- Photographie :
- Montage :
- Société de production : Pathé frères
- Société de distribution : Pathé frères
- Pays d'origine :  France
- Langue : français
- Métrage : 145 mètres
- Format : Noir et blanc — 35 mm — 1,33:1 — Muet
- Genre : Film dramatique
- Durée : 5 minutes
- Dates de sortie :
  -  France : 1908
  -  États-Unis : 30 mai 1908